# Pauline Therese, dronning af Württemberg
Pauline Therese Luise af Württemberg (født 4. september 1800 i Riga, død 10. marts 1873 i Stuttgart) var dronning af Württemberg fra 1820 til 1864. Derefter blev hun enkedronning.
Hun var gift med kong Wilhelm 1. af Württemberg (konge i 1816– 1864), og hun var brordatter af kong Frederik 1. af Württemberg (konge i 1806–1816) samt sønnedatter af Frederik 2. Eugen af Württemberg (regerende hertug i 1795–1797). Desuden blev hun mor til Karl 1. af Württemberg (konge i 1864–1891) og mormor til Wilhelm 2. af Württemberg (konge i 1891–1918). 

## Forfædre
Pauline Therese Luise af Württemberg var datter af Ludvig, prins af Württemberg (1756–1817) og Henriette af Nassau-Weilburg (1780–1857). 
Hun var barnebarn af regerende hertug Frederik 2. Eugen af Württemberg (1732–1797), regerende fyrste Karl Christian af Nassau-Weilburg (1735–1788), regentinde og tronfølger i Nederlandene Caroline af Oranien-Nassau-Diez (1743–1787).
Hun var oldebarn af regerende hertug Karl Alexander af Württemberg (1684–1737), regerende fyrste Karl August af Nassau-Weilburg (1685–1753), arvestatholder af Nederlandene Vilhelm 4. af Oranien (1711–1751) og Princess Royal Anne af Storbritannien (1709–1759).
Pauline Therese af Württembergs morbror Alexander af Württemberg (1804–1885) blev farfar til den britiske dronning Mary af Teck og oldefar til kongerne Edward 8. af Storbritannien og Georg 6. af Storbritannien samt tipoldefar til dronning Elizabeth 2. af Storbritannien.

## Familie
I 1820 giftede Pauline Therese af Württemberg sig med kong Wilhelm 1. af Württemberg. Derved blev hun stedmor til hans børn fra tidligere ægteskaber.
Pauline Therese og Wilhelm 1. fik tre børn, deriblandt Karl 1. af Württemberg (konge i 1864–1891). De blev mormor og morfar til Wilhelm 2. af Württemberg (konge i 1891–1918). 